# Jānis Vēvers
Jānis Vēvers (ur. we wrześniu 1899 w guberni inflanckiej, zm. 28 października 1978 w Rydze) – łotewski funkcjonariusz radzieckich służb specjalnych, generał major, szef KGB Łotewskiej SRR (1954-1963).

## Życiorys
1915 skończył szkołę w Wolmarze, od listopada 1918 był sekretarzem rady gminnej, od kwietnia 1919 w Armii Czerwonej, uczestnik wojny domowej w Rosji. Od listopada 1919 w RKP(b), od lipca 1922 w GPU, pomocnik pełnomocnika, starszy pełnomocnik i szef wydziału ekonomicznego jenisejskiego gubernialnego oddziału GPU, 1925-1928 szef wydziału ekonomicznego omskiego okręgowego oddziału GPU. Od 3 października 1928 do sierpnia 1930 szef okręgowego oddziału GPU w Kańsku, od 14 września 1930 szef wydziału ekonomicznego Pełnomocnego Przedstawicielstwa OGPU Kraju Wschodniosyberyjskiego, 1931-1932 zastępca szefa Wydziału Tajno-Politycznego PP OGPU Kraju Północnokaukaskiego, od grudnia 1932 do grudnia 1933 zastępca szefa czeczeńskiego obwodowego oddziału GPU. Od 27 lipca 1934 do 30 marca 1935 szef salskiego Sektora Operacyjnego NKWD, od marca 1935 do sierpnia 1937 szef Wydziału Tajno-Politycznego Zarządu Bezpieczeństwa Państwowego (UGB) Zarządu NKWD Tatarskiej ASRR, od 22 kwietnia 1936 kapitan bezpieczeństwa państwowego, od września 1937 do listopada 1938 szef Wydziału Transportu Drogowego Kolei Amurskiej, od listopada 1938 do maja 1939 szef Wydziału Kadr Zarządu Syberyjskiego Poprawczego Obozu Pracy NKWD, od maja 1939 do lipca 1940 szef Zarządu 2 Syberyjskiego Poprawczego Obozu Pracy NKWD. Od lipca do grudnia 1940 szef oddziału Syberyjskiego Poprawczego Obozu Pracy NKWD, od grudnia 1940 do marca 1941 zastępca szefa Wydziału Transportu Drogowego NKWD Kolei Łotewskiej, od marca do lipca 1941 szef Sekcji Śledczej NKGB Łotewskiej SRR, od lipca 1941 do lutego 1942 szef Grupy Śledczej NKWD Łotewskiej SRR, od lutego do czerwca 1942 starszy pełnomocnik Oddziału VI Wydziału II Zarządu IV NKWD ZSRR, od czerwca 1942 do maja 1943 starszy pełnomocnik Oddziału IV Wydziału I Zarządu IV NKWD ZSRR, 11 lutego 1943 awansowany na podpułkownika bezpieczeństwa państwowego. Od maja do listopada 1943 zastępca szefa Oddziału IV Wydziału II Zarządu IV NKGB ZSRR.
Od listopada 1943 do lipca 1944 zastępca naczelnika Grupy Operacyjnej NKGB Łotewskiej SRR ds. kadr, 22 grudnia 1943 mianowany pułkownikiem bezpieczeństwa państwowego, od lipca 1944 do 29 maja 1952 zastępca ludowego komisarza/ministra spraw wewnętrznych Łotewskiej SRR, od 29 maja 1952 do 31 marca 1953 szef Zarządu MGB obwodu ryskiego, od 31 marca do 23 maja 1953 szef Zarządu MWD obwodu ryskiego. Od 23 maja 1953 do 1 kwietnia 1954 ponownie zastępca ministra spraw wewnętrznych Łotewskiej SRR, od 1 kwietnia 1954 do 29 stycznia 1963 przewodniczący KGB Łotewskiej SRR, 14 stycznia 1956 awansowany na generała majora.

## Odznaczenia
- Order Lenina (21 lutego 1945)
- Order Czerwonego Sztandaru (trzykrotnie - 3 listopada 1944, 25 lipca 1949 i 24 sierpnia 1949)
- Order Wojny Ojczyźnianej I klasy (31 maja 1945)
- Order Czerwonego Sztandaru Pracy (20 lipca 1950)
- Order Wojny Ojczyźnianej II klasy (31 maja 1946)
- Order „Znak Honoru” (28 października 1967)
- Odznaka "Honorowy Funkcjonariusz Czeki/GPU (V)" (1930)
- Odznaka "Honorowy Funkcjonariusz Bezpieczeństwa Państwowego" (23 grudnia 1957)